# 波赫丹尼夫卡 (多林斯卡市鎮)
48°3′9″N 32°50′42″E / 48.05250°N 32.84500°E
波赫丹尼夫卡（烏克蘭語：Богданівка），是烏克蘭中部基洛夫格勒州克羅皮夫尼茨基區多林斯卡市鎮的村莊，始建於1825年，面積1.06平方公里，海拔高度163米，2001年人口515，人口密度每平方公里484.9人。